# Wzgórza Dziwiszowskie
Wzgórza Dziwiszowskie  (332.366) – małe pasmo górskie w południowo-zachodniej Polsce, w Sudetach Zachodnich, stanowiące mikroregion Kotliny Jeleniogórskiej.
Pod względem administracyjnym Wzgórza Dziwiszowskie położone są w województwie dolnośląskim, powiat karkonoski.

## Położenie
Wzgórza położone są w północno-wschodniej części Kotliny Jeleniogórskiej, w dorzeczu Bobru i jego prawych dopływów. Wciśnięte są między Wzgórza Łomnickie na południu a Góry Kaczawskie na północnym wschodzie stanowią naturalną północno-wschodnią granicę Kotliny Jeleniogórskiej. Pasmo ciągnie się na kierunku NW - SE od miejscowości Jeżów Sudecki na północnym zachodzie, do zachodnich granic Trzcińska na południowym wschodzie. Po stronie południowo-zachodniej Wzgórza graniczą z macierzystą kotliną a od południa od Wzgórz Łomnickich i Gór Sokolich oddzielone są doliną Bobru.

## Charakterystyka
Wzgórza Dziwiszowskie są podjednostką Kotliny Jeleniogórskiej, stanowią region wyraźnie wyodrębniony w krajobrazie Kotliny Jeleniogórskiej. Jest to niewielkie pasmo górskie mające strukturę przedgórza, złożonego z kilku wzniesień nie przekraczających 500 m n.p.m., wyrastających ponad płaskie dno doliny Bobru. Najwyższym wzniesieniem wzgórz jest Koziniec 462 m n.p.m. Wzgórza tworzą typ krajobrazu podgórskiego, wzniesienia charakteryzują się obszernymi kopulastymi kształtami. Obszar wzgórz obejmuje pagórkowaty, częściowo zalesiony południowo-zachodni skłon Gór Kaczawskich. Obszar Wzgórz Dziwiszowskich jest kompleksem terenów otwartych o znacznych walorach przyrodniczo-krajobrazowych jest w bezpośrednim sąsiedztwie z Zabobrzem – największą mieszkaniową dzielnicą Jeleniej Góry.

## Budowa geologiczna
Wzgórza Dziwiszowskie położone są w obrębie jednostki geologicznej blok karkonosko-izerski. Podłoże geologiczne wzgórz stanowią skały karkonosko-izerskiego masywu granitowego, głównie granit. Wzgórza Dziwiszowskie odznaczają się znacznym bogactwem form morfologicznych. Urozmaicona budowa geologiczna łączy się m.in. z występowaniem wielu rodzajów skał. W Dziwiszowie w rejonie Kapeli występuje granit, a także wapień krystaliczny. Niewielki wpływ na rzeźbę terenu miały zlodowacenia plejstoceńskie. Skały wzgórz pokryte są cienką warstwą osadów plejstoceńskich w postaci glin zwałowych, piasków i żwirów. Znaczną część powierzchni zajmują osady rzeczne (aluwia) w dolinach rzecznych oraz osady wodno-lodowcowe pochodzenia erozyjnego deponowane u podnóży stoków (deluwia). Skład granulometryczny gleb również jest zróżnicowany, jednak zdecydowanie przeważaj gliny lekkie i średnie.

## Rzeźba
Wzgórza Dziwiszowskie pocięte są ciekami wodnymi, które dzielą je na kilka części. ,silnie kontrastujące krajobrazowo z pobliskimi Górami Kaczawskimi na północy oraz Rudawami Janowickimi na wschodzie. Najwyższe wzniesienia wzgórz nie przekraczają 500 m n.p.m.

## Krajobraz
Krajobraz jest bardzo urozmaicony cały obszar jest górzysty lub pagórkowaty i poprzecinany dolinami rzek na kilka segmentów. Pasmo przedstawia krajobraz niskich gór z wyraźnie zaznaczonymi wzniesieniami. Szczyty są kopulaste, częściowo zalesione, z wyraźnym podkreśleniem zboczy. Obszar średnio zaludniony i słabo zalesiony, poza wzniesieniami. Większość obszaru zajmują łąki i użytki rolne. Krajobraz w większości przeobrażony znacznie przekształcony przez człowieka. Pierwotny podgórski charakter krajobrazu zachowany został w najmniej zaludnionej części.

## Wody
Obszar Wzgórz położona jest w dorzeczu rzeki Odry, w obrębie zlewni rzeki Bóbr, który jest największą i najdłuższą rzeką w tym rejonie. Cieki powierzchniowe na terenie Wzgórz są dość liczne, a wysoki poziom opadów sprawia, że średnie zasoby wodny są wysokie. W przypadkach dłuższych okresów bez opadów występują trudności w zaopatrzeniu w wodę. Przez teren wzgórz przepływa Radomierka odwadniająca południowo–zachodnią część zboczy Grzbietu Południowego Gór Kaczawskich, która jest prawostronnym dopływem Bobru odwadniającym południową część wzgórz. Głównymi jej dopływami są Bełkotka i Komar. Radomierka zasilana jest przez wody odprowadzane z terenu wzgórz poprzez liczne rowy melioracyjne i rozbudowany układ drenarski.

## Klimat
Klimat typowy dla obszarów podgórskich, jak w całej południowo-zachodniej Polsce kształtowany jest przez masy powietrza napływające znad Oceanu Atlantyckiego, Skandynawii i północno-wschodniej Europy, rzadziej znad Azorów, i południa Europy. Średnia temperatura roczna waha się w granicach 7°C, a średnia temperatura okresu wegetacyjnego wynosi około 12–13°C. Lato termiczne zaczyna się około połowy czerwca i średnio trwa od 66 do 68 dni. Dominują wiatry zachodnie i południowo-zachodnie. Wiosna początkowo jest chłodna, w kwietniu i maju zaznacza się szybki wzrost temperatur dobowych, lato jest umiarkowanie ciepłe, wrzesień bywa pogodny i jest cieplejszy od czerwca, jesień jest długa i ciepła, znacznie cieplejsza niż wiosna, we wrześniu i październiku występuje najniższe zachmurzenie i jest mniej opadów niż w sierpniu, zima jest łagodna, w styczniu, lutym i marcu średnia dobowa temperatura nie spada poniżej –3°C. Opady kształtują się w przedziale 600–800 mm rocznie. Maksimum opadowe około 122 mm występuje w lipcu, minimum w lutym lub marcu, czasami w styczniu. W lipcu lub w sierpniu często padają ulewne deszcze, powodując czasami groźne wylewy rzek i powodzie. Częstym zjawiskiem są mgły i zamglenia, nieraz powstają inwersjie termiczne, podczas której ciężkie i zimne masy powietrza pozostające w bezruchu sprzyjają koncentracji zanieczyszczeń atmosfery i stwarzają niekorzystne warunki bioklimatyczne.

## Roślinność
Pierwotna szata roślinna uległa częściowemu przekształceniu wskutek działalności człowieka, miejscami oraz w dolinach rzek i potoków zachowały się zadrzewione tereny. Obecny charakter roślinności jest efektem przekształceń dokonanych przez człowieka W obrębie terenów rolniczych występują zadrzewienia i zakrzaczenia śródpolne, oraz układy zieleni przydrożnej i cieków wodnych. Pełnią one funkcje ekologiczne, krajobrazowe i ochronne. W zadrzewieniu duże znaczenie ma zieleń towarzysząca zabudowie oraz zieleń przydrożna i ogrodów. Krajobraz wzgórz urozmaicają ekosystemy łąkowe, które z ekosystemami leśnymi tworzą zespół zieleni o dużym znaczeniu biocenotyczno – środowiskowym. Większość zbiorowisk leśnych na terenie wzgórz zalicza się do borów mieszanych. Gatunkami budującymi zbiorowiska leśne są głównie świerk pospolity i sosna zwyczajna. Często w różnych proporcjach udział ma także, brzoza, buk zwyczajny, lipa drobnolistna i inne gatunki. Niewielkie powierzchnie zajmują zbiorowiska roślinności wodnej i szuwarowej. Wilgotne dna dolinek potoków i fragmenty aluwiów nad ciekami zajmują wilgotne grądy i łęgi. Obszar Wzgórz Dziwiszowskich jest kompleksem terenów otwartych o znacznych walorach przyrodniczo-krajobrazowych stanowi bardzo atrakcyjny obszar wypoczynkowo-spacerowy. Lasy Wzgórz Dziwiszowskich posiadają charakter lasów ochronnych stanowią otulinę ”Parku Krajobrazowego Doliny Bobru”.

## Literatura
- J. Kondracki: Geografia regionalna Polski, Wyd. Nauk. PWN, Warszawa, 2002 r., ISBN 83-01-13897-1
- J.Szałamacha, M. Szałamacha: Szczegółowa mapa geologiczna Sudetów skala 1:25 000, ark. Dziwiszów, Wyd. Państw. Inst. Geol., Warszawa, 1990
- Mapa topograficzna Polski, ark. Dziwiszów M-33-44-B-a-3, Wyd. Główny Urząd Geodezji i Kartografii, Warszawa, 1998 r., ISBN 83-7170-813-0
- Marek Staffa: Wędrówka przez Sudety Zachodnie Przewodnik turystyczny T. 2, Wyd. PTTK „KRAJ”, Warszawa-Kraków, ISBN 83-00-00475-0